# 奥さまは新妻ちゃん
『奥さまは新妻ちゃん』（おくさまはにいづまちゃん）はルッチーフによる日本の4コマ漫画作品。『まんがタイムきらら』（芳文社）にて、2017年12月号、2018年1月号にゲスト掲載された後、同年3月号から2023年2月号にかけて連載された。

## あらすじ
高くも安くもない賃貸マンションで新婚ホヤホヤの新妻ちゃんと夫のだーくんの共同生活が始まり、慣れない新婚生活が始まった。

## 登場人物

### 主要人物
琴吹 新妻（ことぶき にいづま）
新米夫婦の奥さまであり、慣れない新婚生活をおくっている。今まで家事をお母さんに任せていたため、家事の経験がないため最初は失敗ばかりであったが時が経つにつれそつなくこなせるようになってきた。冗談が通じないため、すべて真に受けてしまう。恥ずかしがり屋でコミュ症なところがあるが、行動力があり住民が困っているとすぐ行動する。自分の胸が大きく成長しでできないことが増え人の視線が気になるなどといった理由でコンプレックスだった。しかし、以前会社で働いていた時に営業に来ただーくんに出会い、その時にちゃんとわたしのことを見てくれたことをきっかけにだーくんと話すことが増え、好きになったことで以前ほどには気にならなくなった。
だーくん
新妻ちゃんの旦那で、新妻ちゃんに「だーくん」と呼ばれている。家計を支えるサラリーマン。ありのままの新妻ちゃんのことが好きだが、なかなか夫婦としての1歩前に踏み出せないでいる。新妻ちゃんにとって暖かくて優しくて照らしてくれる太陽のような存在である。

### マンションの住人
神崎なごみ（かんざき なごみ）
新妻ちゃんのおとなりさんでこのマンションに来て2年の奥さまの先輩であり、年上でもある。甘いもの好き。寂しがり屋で妹想いなところもある。新妻ちゃんに主婦としてのあれこれを教えているが、冗談が通じないことを逆手にとりいじって楽しんでいる。背が低いため、子どものふりをすることで勧誘やセールスなどをやり過ごすことができるらしいが、背が低いことが原因で主人と手をつないで歩いているところをご近所さんに通報されてしまったという過去もある。くせ毛で雨の日はフードを被っている。
なごみの旦那
背が高く、優しい。運転好き。なごみと歩いていると不審者と勘違いされることがある。
切盛 文（きりもり ふみ）
いつも和服を着ているきれいな奥さん。和服オタクで着物のことになると話が止まらない。家の方針で海外文化に触れずに育ってきたことが原因で洋風のものに惹かれている。旦那は官能小説家で自分の体を張ってお手伝いをしている。ぬめぬめ系の生き物が苦手。
文の旦那
駆け出しの作家で官能小説を書いている。虚弱でいつもクマがある。
下間美羽（しもつま みう）
新妻ちゃんの1つ下の階に引っ越してきた。自分なりの夫婦像を持っている。旧姓は赤根。マンションに引っ越したあとも毎日実家を訪れている。小さい頃から高校までは好き嫌いがハッキリしていてそれをハッキリ言える性格だったらしい。引っ越してきた当初は、新妻ちゃんに強くあたっていたが、失くした指輪を探してくれたことがきっかけで一番の恩人として喫茶おしどりでは新妻ちゃんの隣に座るようになり甘えるようにもなった。
美羽の旦那
アニメ好きでそこにも嫁がいる。
月野 夜子（つきの よるこ）
エントランスから1番近い所に住んでおり、新妻ちゃんと同じ時期に引っ越してきた。いつもフードを被っている。極度の人見知りでご近所挨拶をしようとインターホンを鳴らし回ろうとするが、結局逃げてしまい渡すことができずにいたが新妻ちゃんと出会い1歩を踏み出すことができた。
夜子の旦那
やさしく夜子の頑張りを褒めている。
綾坂さん（あやさかさん）
美羽夫婦の真下の1階に住んでいる。美羽の失くした指輪を一緒に探してくれた。

### マンションの管理人の関係者
おばあちゃん
マンションの管理人。
ハル
マンションの管理人の孫で、家賃の回収などの手伝いをしている。親は海外で働いており家にはいない。青い瞳にブロンドの髪をしており、いつも明るい性格であり、面白いものが好き。
ルナ
ハルの妹で中学２年生。ヒカリとは同じ年で姉ちゃん争いをして仲良くなった。人見知りであるが新妻ちゃんのことは好きで懐いている。

### 喫茶おしどり
店長
喫茶おしどりを経営している店長。れんの尻に惹かれがちである。
恋（れん）
喫茶おしどりのスタッフでなごみの妹。なごみより背が高く姉に間違われることがあるが妹である。店長にはあたりが強く、お姉ちゃんたちのことが気になると聞こえてきた話を勘違いして解釈し、目の前のことが見えなくなって、店長を殴ってしまったり、皿を割ってしまったりすることがあり仕事がままならない。

### 新妻ちゃんの家族
ひかり
新妻ちゃんの妹で中学２年生。胸に対して気にしているような素振りも見られる。夏休みなど新妻ちゃんの家に旦那の査定という程で家に来るなどお姉ちゃんのことを心配している。だーくんを目の敵にしていたが和解したようである。期間限定の食べ物には弱い。
恋研（ことぎ）
新妻ちゃんのお姉ちゃんで研究所で胸（おっぱい）を大きくする研究をしている。新妻ちゃんに見た目がそっくりであるが性格が違う。結婚には興味ない素振りがみられる。新妻ちゃんの新生活に必要な家電を全部揃えてくれた。なんでもやりこむ性分でゲームではすりぬけやバグを見つけることがすごい上手である。
ほたる（新妻ママ）
新妻ちゃんのお母さん。胸は大きく気づかないうちにヒカリに対しておっぱいマウントをとってしまう。新妻ちゃんのことを新ちゃんと呼んでいる。新妻ちゃんのことを気にしていて心配している。
お父さん
新妻ちゃんのお父さん。

### だーくんの職場の関係者
先輩
結婚も彼女もいないことでだーくんの後輩の2人にいじられている。
後輩（2人）
いつも困っている時に助言してくれたり調べてくれたりしてくれる先輩想いの2人組である。だーくんの職場の先輩にはあたりが強い。

### その他
サトウ
ことぎの研究所の後輩。
美羽のお母さん
近所に住んでおり、美羽の新居を見に来た。意外とスパルタである。
先輩のおかあさん
温泉旅館の女将であり、真面目なように見えて素が出るとテンションが高くなる。若いころはやんちゃで若女将として失敗をしていたらしい。
先輩のおとうさん
板前で先輩のおかあさんを過去に失敗から救ったことがある。
宅配便の人
いつも来るタイミングが悪く新妻ちゃんが気まずいと顔が赤くなっているだけで絶対エッチなことをするつもりだと思いながら帰っていく。

## 登場する場所
- おしどり駅
- おしどり公園
- おしどり商店街
- 喫茶おしどり
- 菜の湯

## 書誌情報
- ルッチーフ『奥さまは新妻ちゃん』芳文社〈まんがタイムKRコミックス〉、全5巻
  1. 2019年1月25日発売[14]、ISBN 978-4-8322-7064-0
  2. 2020年2月27日発売[14]、ISBN 978-4-8322-7168-5
  3. 2021年1月27日発売[14]、ISBN 978-4-8322-7244-6
  4. 2022年1月26日発売[14]、ISBN 978-4-8322-7342-9
  5. 2023年2月27日発売[14]、ISBN 978-4-8322-7439-6